# 藤沢市立村岡小学校
藤沢市立村岡小学校（ふじさわしりつ むらおかしょうがっこう）は、神奈川県藤沢市弥勒寺一丁目にある公立小学校である。

## 沿革
- 1873年（明治6年）6月 - 創立
- 1915年（大正4年）9月 - 高等科を併設して、尋常高等村岡小学校と改名
- 1923年（大正12年）4月 - 村岡尋常小学校と改名、関東大震災で校舎半壊
- 1941年（昭和16年）6月 - 村岡国民学校と改名、更に藤沢第5国民学校と改名
- 1947年（昭和22年）4月 - 藤沢市立村岡小学校と改名
- 1948年（昭和13年）4月 - PTA設立
- 1965年（昭和40年）8月 - ころころ山ができる
- 1971年（昭和46年）3月 - 鉄筋4階建て校舎竣工
- 1973年（昭和48年）6月 - プール完成、新しい校歌制定
- 1978年（昭和53年）4月 - 藤沢市立新林小学校が分離・開校
- 1980年（昭和55年）4月 - 藤沢市立大鋸小学校が分離・開校
- 1982年（昭和57年）4月 - 藤沢市立高谷小学校が分離・開校
- 2000年（平成12年）5月 - 児童数503名、PC教室設置
- 2007年（平成19年）5月 - 児童数450名、耐震工事
- 2010年（平成22年）5月 - 児童数421名、特別支援学級開級
- 2015年（平成27年）5月 - 児童数443名[2]

## 教育目標
- 人間性豊かでたくましく生きる子どもを育てる[3]

## 学区
- 弥勒寺1～526の一部
- 弥勒寺1～3丁目（一部除く)・4丁目
- 宮前の一部
- 小塚の一部
- 大鋸1丁目の一部
- 藤が岡3丁目の一部
- 村岡東の一部
- 高谷の一部[4]

## 進学先
- 藤沢市立村岡中学校
- 藤沢市立藤ヶ岡中学校

## アクセス
- JR東日本東海道本線・小田急電鉄江ノ島線・江ノ電の藤沢駅より徒歩15分[1]

## 著名な出身者
- 加藤千尋（元女子バレーボール選手）
- 鳥海芳樹（プロサッカー選手）

## その他
- 藤沢市立村岡小学校が法善寺におかれていたことがある[5]。